# Pałac w Lubieniu (powiat słubicki)
Pałac w Lubieniu – zabytkowy pałac we wsi Lubień, w powiecie słubickim na terenie województwa lubuskiego.

## Opis
Około 1900 przeprowadzono w pałacu prace budowlane, polegające na rozbiórce skrzydła północnego i budowie traktu północnego, połączonego ze skrzydłem południowym i wschodnim w jedną bryłę.
Pomieszczenia pałacu zakomponowane zostały w układzie dwuipółtraktowym z reprezentacyjnym holem i poprzecznym korytarzem międzytraktowym. Stropy w piwnicach są ceramiczne, odcinkowe. W pomieszczeniach na parterze i piętrze zastosowano stropy belkowe, z podsufitką na matach trzcinowych.
W 1997 wobec pogorszenia się stanu technicznego budynku, prywatny właściciel wymienił pokrycie dachowe, stolarkę okienną i drzwiową. Doprowadziło to do zabezpieczenia obiektu, ale i umniejszenia jego wartości zabytkowych.